# Arthur C. Mace

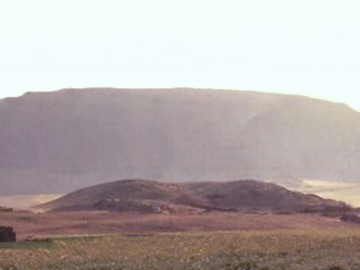
Restes de la piràmide d'Ahmosis, fotografia del 1998

Arthur Cruttenden Mace (1874 - 1928) va ser un egiptòleg anglès que va iniciar la seva carrera d'arqueòleg excavant amb el seu famós cosí W. M. Flinders Petrie al període del pas del segle xix al xx, amb qui va participar en diverses excavacions en jaciments de l'antic Egipte. Moltes de les seves troballes formen part de les col·leccions de diversos museus del Regne Unit. Entre el 1899 i el 1900, Mace va participar entre d'altres en la troballa i les primeres excavacions de la piràmide del fundador de la dinastia XVIII, el faraó Amosis I a Abidos. Des del 1993 es van reprendre els treballs al mausoleu del faraó i es van descobrir també nombroses restes de temples i altres edificis que formaven part del complex funerari. El projecte arqueològic es diu Ahmose and Tetisheri Project i està a càrrec de l'egiptòleg Stephen P. Harvey.

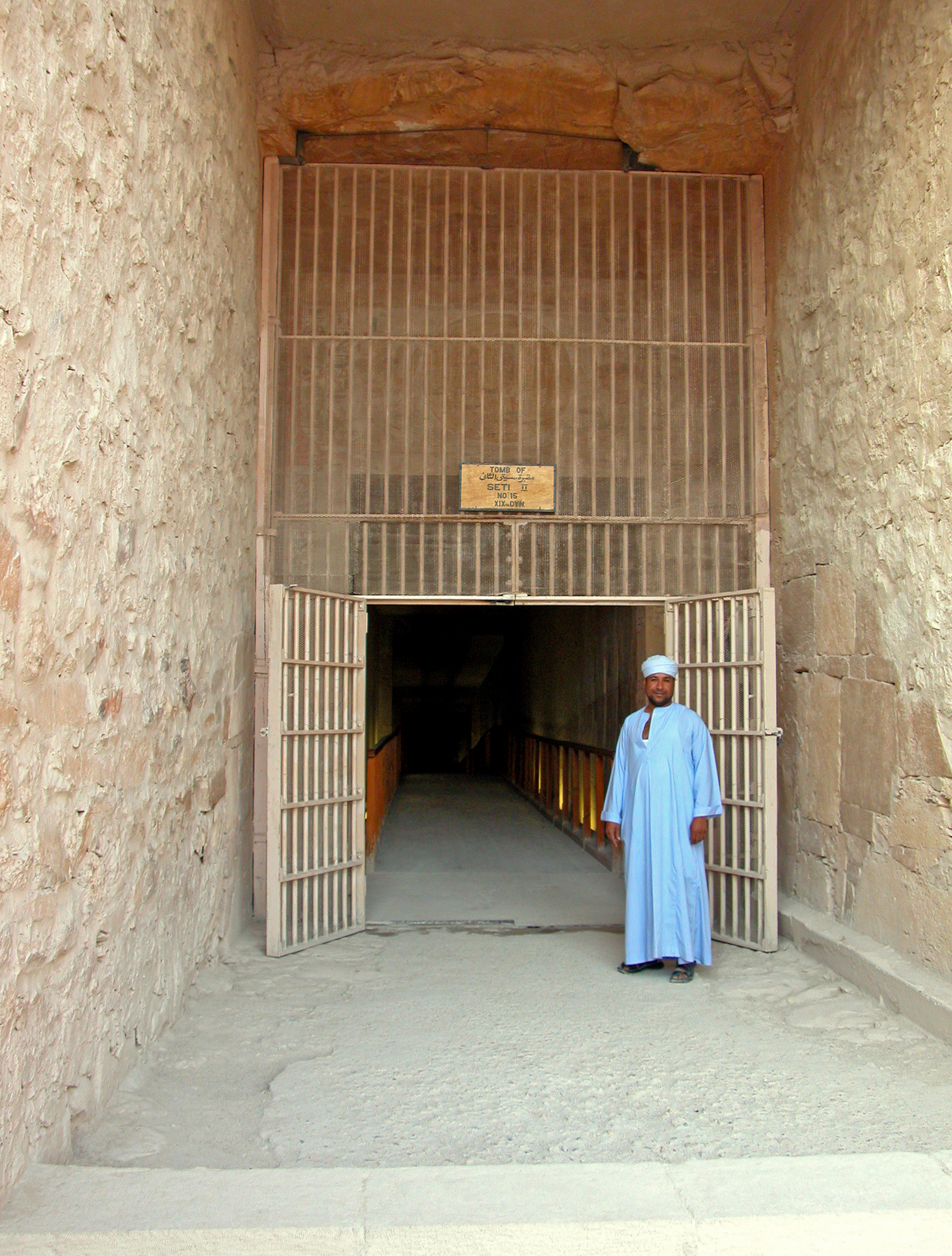
Entrada a la tomba de Seti II. Vall dels Reis.

Mace va ser un dels quatre expedicionaris enviats pel Museu Metropolità d'Art de Nova York a petició de Howard Carter, quan l'egiptòleg anglès va descobrir la tomba de Tutankhamon (la KV62) el 1922. Junt amb Mace, el conservador del museu i amic de Carter, A. M. Lythgoe, va enviar el fotògraf Harry Burton i els delineants Lindsley Foote Hall i Walter Hauser. Mace era un dels ajudants de Lythgoe al Departament d'Art Egipci del museu. Mace es va quedar treballant amb Carter fins al 1924, quan va haver de marxar per motius de salut. Instal·lat a l'exterior de la KV15, la tomba de Seti II, la feina de Mace consistia a conservar i catalogar els objectes que Carter li portava de la tomba del jove faraó. Mace treballava en els objectes en col·laboració amb el químic anglès Alfred Lucas, del Servei d'Antiguitats Egípcies.